# Коровин, Владимир Леонидович
Влади́мир Леони́дович Коро́вин (род. 24 июня 1972) — российский литературовед, филолог, специалист по истории русской литературы XVIII—XIX веков, взаимосвязи светской и духовной словесности в русской культуре. Доктор филологических наук (2017), доцент. Автор статей в Большой российской энциклопедии, Новой Российской энциклопедии, Православной энциклопедии и Энциклопедии «Кругосвет».

## Биография
В 1996 году окончил филологический факультет МГУ имени М. В. Ломоносова, в 1999 году — аспирантуру по кафедре истории русской литературы там же.
В марте 2000 года под научным руководством Д. П. Ивинского в МГУ имени М. В. Ломоносова защитил диссертацию на соискание учёной степени кандидата филологических наук по теме «Семён Сергеевич Бобров. Жизнь и творчество» (специальность — 10.01.01 «Русская литература»).
С апреля 2000 года — преподаватель кафедры истории русской литературы филологического факультета МГУ имени М. В. Ломоносова. Читает лекционные курсы: «История русской литературной критики XVIII — первой половины XIX в.» (отделение русского языка и литературы, дневное), «История русской литературной критики XVIII—XIX вв.» (отделение русского языка и литературы, вечернее), «История русской литературы XI—XVIII вв.» (романо-германское отделение), «История русской литературы XVIII в.» (Казахстанский филиал и Бакинский филиал МГУ имени М. В. Ломоносова), «История русской литературы первой трети XIX в.» (Казахстанский филиал МГУ имени М. В. Ломоносова); специальный курс «Библия и русская поэзия XVIII—XIX вв.».
В 2017 году в МГУ имени М. В. Ломоносова защитил диссертацию на соискание учёной степени доктора филологических наук по теме «Библейские темы в русской поэзии XVIII — первой половины XIX века» (специальность 10.01.01 — русский язык); официальные оппоненты — доктор филологических наук, профессор С. А. Джанумов, доктор филологических наук, профессор М. П. Одесский и доктор филологических наук, доцент И. С. Юхнова; ведущая организация — Институт мировой литературы имени А. М. Горького РАН.
Автор биографических очерков о русских и иностранных писателях в «Антологии мировой детской литературы» (Т.1-8. М.: Аванта+, 2001—2003) и «Антологии русской детской литературы» (Т. 1-8. М.: Мир энциклопедии Аванта+, 2007—2009); справочных статей о литературоведческих терминах и понятиях в «Универсальной школьной энциклопедии» (Т. 1-2. М.: Аванта+, 2003) (более 70 статей); статей о русских писателях XVIII—XIX вв., литературных обществах и журналах в продолжающихся изданиях «Большая Российская энциклопедия» (В 30 т. М.: Издательство «Большая Российская энциклопедия», 2005—2012. Т. 1-20, доведено до слова «Монголо-татарское нашествие») (более 50 статей) и «Новая Российская энциклопедия» (В 12 т. М.: Издательство «Энциклопедия», 2005—2012. Т. 1-10 (1), доведено до слова «Марокко») (более 60 статей).
Член редакционной коллегии журнала «Известия РАН. Серия литературы и языка».
Автор рецензий в журнале «Новое литературное обозрение» на книги В. Д. Сквозникова (№ 45. 2000. С. 425—427), А. П. Люсого (№ 47. 2001. С. 410—412), М. П. Одесского (№ 49. 2001. С.467-469), Н. А. Хохловой (№ 55. 2002. С. 398—400), Л. В. Тычининой (№ 60. 2003. С. 372—373), Е. А. Погосян (№ 62. 2003. С. 510—512) и др..

## Отзывы
Культуролог А. П. Люсый касаясь вопроса связи эстетики барокко в русской литературе с масонством, называет диссертацию В. Л. Коровина «направленной на эмпирическое историко-литературное исчерпание темы».

## Научные труды

### Монографии
- Коровин В. Л. Семён Сергеевич Бобров. Жизнь и творчество. — М.: Academia, 2004. — 320 с.

### Подготовленные издания классиков
- Бобров, Семён. Рассвет полночи. Херсонида: В 2 т. / Изд. подготовил В. Л Коровин. — М.: Наука, 2008. — 650+622 с. (серия «Литературные памятники»).
- Критика XVIII века / Авторы-составители А. М. Ранчин, В. Л. Коровин. — М., 2002. — 439 с. (серия «Библиотека русской критики»).
- Поэты пушкинской поры / Сост., вступ. статья и прим. В. Л. Коровина. — М.: Мир энциклопедий Аванта+; Астрель, 2008. — 479 с. (серия «Кастальский ключ»).
- Тютчев Ф. И. Стихотворения / Вступ. статья, [сост. и] коммент. В. Л. Коровина. — М.: Эксмо, 2012. — 606 с. (серия «Библиотека всемирной литературы»).
- Золотой век русской поэзии / Сост., предисл. и коммент. В. Л. Коровина. — М.: Эксмо, 2013. — 608 с. (серия «Библиотека всемирной литературы»).

### Статьи
научные журналы и сборники
- Коровин В. Л. Литература XVIII века // Русская литература. Ч. 1: От былин и летописей до классики XIX в. — М.: Аванта+. 1998; посл. переизд.: М., 2008
- Коровин В. Л. Новаторство лирики Жуковского // Русская литература. Ч. 1: От былин и летописей до классики XIX в. — М.: Аванта+. 1998; посл. переизд.: М., 2008
- Коровин В. Л. П. А. Вяземский // Русская литература. Ч. 1: От былин и летописей до классики XIX в. — М.: Аванта+. 1998; посл. переизд.: М., 2008
- Коровин В. Л. И. С. Тургенев // Русская литература. Ч. 1: От былин и летописей до классики XIX в. — М.: Аванта+. 1998; посл. переизд.: М., 2008
- Коровин В. Л. Венедикт Васильевич Ерофеев // Русская литература. Ч. 2: XX век. М.: Аванта+, 1999
- Коровин В. Л. Пушкин и Бобров // Филологические науки. — 1999. — № 4. — С. 3-10.
- Коровин В. Л. Поэзия С. С. Боброва в творчестве Пушкина // Пушкин и русская культура (работы молодых ученых). — Вып.2. — М., 1999. — С. 47-58.
- Коровин В. Л. Материалы к библиографии сочинений и переводов С. С. Боброва // Новое литературное обозрение. — № 42. — 2000. — С. 420—429.
- Коровин В. Л. Пушкин — Овидий — Бобров (О начале восьмой главы «Евгения Онегина») // Известия РАН. Сер. литературы и языка. — 2007. — Т. 66. — № 3. — С. 41-47.
- Коровин В. Л. Ф. И. Тютчев // Русские писатели. — М.: Мир энциклопедий Аванта+, Астрель, 2009
- Коровин В. Л. А. А. Фет // Русские писатели. — М.: Мир энциклопедий Аванта+, Астрель, 2009
- Коровин В. Л. И. С. Тургенев // Русские писатели. — М.: Мир энциклопедий Аванта+, Астрель, 2009
- Коровин В. Л. Н. А. Некрасов // Русские писатели. — М.: Мир энциклопедий Аванта+, Астрель, 2009
- Коровин В. Л. Н. С. Лесков // Русские писатели. — М.: Мир энциклопедий Аванта+, Астрель, 2009
- Коровин В. Л. «Замечания педанта»: Поэма Ф. Н. Глинки «Таинственная капля» и её читатель М. А. Дмитриев // Новое литературное обозрение. — 2009. — № (97). — С. 178—203.
- Коровин В. Л., Стрижев А. Н. Александр Семёнович Шишков (1754—1841): Материалы к библиографии // Литературоведческий журнал. — № 28. — 2011. — С. 150—209.
- Коровин В. Л. Ломоносов в поэме С. С. Боброва «Херсонида»: К вопросу о «научной поэзии» // Литературоведческий журнал. — № 29. — 2011. — С. 250—258.
- Коровин В. Л. Естествознание и поэзия: М. В. Ломоносов и поэма С. С. Боброва «Херсонида» // Ломоносовский сборник. — М.: Издательство Московского университета, 2011. — С. 201—211.
- «El héroe de nuestro tiempo» en las apreciaciones de la crítica rusa // Mijail Lermontov: El genio rebelde. — Universidad Nacional de Colombia, 2012
- «El espíritu infernal surgió del abismo»: «El Demonio» y el género del poema religioso // Mijail Lermontov: El genio rebelde. — Universidad Nacional de Colombia, 2012
- Коровин В. Л. К истории русских переводов Ж.-Ж. Руссо: «Ефраимский левит» в переводах П. А. Пельского и В. А. Жуковского // Литературоведческий журнал. — 2012. — № 31. — С. 39-53.
- Коровин В. Л. Афанасий Афанасьевич Фет // Фет А. А. Стихотворения. — М.: Эксмо, 2012 (серия «Библиотека всемирной литературы»).
- Коровин В. Л. Г. Р. Державин и 1812 год: О композиции и смысле «Гимна лироэпического на прогнание французов из отчества» // Известия РАН. Сер. литературы и языка. — 2012. — Т. 71. — № 6.
- Коровин В. Л. «Видение Макария Великого» — неопубликованная поэма Федора Глинки // АМП. Сборник памяти А. М. Пескова. — М.: РГГУ, 2013. — С. 397—439.

энциклопедии
- Коровин В. Л. Болотов Андрей Тимофеевич // Православная энциклопедия. — М., 2002. — Т. V : Бессонов — Бонвеч. — С. 661–663. — 39 000 экз. — ISBN 5-89572-010-2.
- Коровин В. Л. Вяземский Петр Андреевич // Православная энциклопедия. — М., 2005. — Т. X : Второзаконие — Георгий. — С. 137–139. — 39 000 экз. — ISBN 5-89572-016-1.
- Коровин В. Л. Глинка Фёдор Николаевич // Православная энциклопедия. — М., 2006. — Т. XI : Георгий — Гомар. — С. 578–580. — 39 000 экз. — ISBN 5-89572-017-X.
- Коровин В. Л. Державин Гавриил Романович // Православная энциклопедия. — М., 2007. — Т. XIV : Даниил — Димитрий. — С. 432–435. — 39 000 экз. — ISBN 978-5-89572-024-0.
- Коровин В. Л. Жуковский Василий Андреевич // Православная энциклопедия. — М., 2008. — Т. XIX : Ефесянам послание — Зверев. — С. 379–384. — 39 000 экз. — ISBN 978-5-89572-034-9.
- Коровин В. Л. Карамзин Николай Михайлович // Православная энциклопедия. — М., 2013. — Т. XXXI : Каракалла — Катехизация. — С. 10–17. — 33 000 экз. — ISBN 978-5-89572-031-8.
- Коровин В. Л. Барков, Иван Семёнович // Энциклопедия Кругосвет
- Коровин В. Л. Бенедиктов, Владимир Григорьевич // Энциклопедия Кругосвет
- Коровин В. Л. Бобров, Семён Сергеевич // Энциклопедия Кругосвет
- Коровин В. Л. Богданович. Ипполит Фёдорович // Энциклопедия Кругосвет
- Коровин В. Л. Болотов, Андрей Тимофеевич // Энциклопедия Кругосвет
- Коровин В. Л. Буслаев, Пётр // Энциклопедия Кругосвет
- Коровин В. Л. Дельвиг, Антон Антонович // Энциклопедия Кругосвет
- Коровин В. Л. Дмитриев, Иван Иванович // Энциклопедия Кругосвет
- Коровин В. Л. Елагина, Авдотья (Евдокия) Петровна // Энциклопедия Кругосвет
- Коровин В. Л. Ершов, Пётр Павлович // Энциклопедия Кругосвет
- Коровин В. Л. Лесков, Николай Семёнович// Энциклопедия Кругосвет
- Коровин В. Л. Литературные журналы в России// Энциклопедия Кругосвет
- Коровин В. Л. Сонет // Энциклопедия Кругосвет
- Коровин В. Л. Толстой, Алексей Константинович // Энциклопедия Кругосвет
- Коровин В. Л. Тургенев, Иван Сергеевич // Энциклопедия Кругосвет
- Коровин В. Л. Фонвизин, Денис Иванович // Энциклопедия Кругосвет
- Коровин В. Л. Херасков, Михаил Матвеевич // Энциклопедия Кругосвет
- Коровин В. Л. Языков, Николай Михайлович // Энциклопедия Кругосвет
- Попов, Михаил Иванович : [арх. 2 сентября 2022] / Коровин В. Л. // Полупроводники — Пустыня [Электронный ресурс]. — 2015. — С. 146. — (Большая российская энциклопедия : [в 35 т.] / гл. ред. Ю. С. Осипов ; 2004—2017, т. 27). — ISBN 978-5-85270-364-4.